# Swiss World Champion
Swiss World Champion (Suiza Campeón Mundial, en inglés) fue el balón de fútbol oficial usado durante la Copa Mundial de 1954 realizada en Suiza. Fue fabricado por la compañía local Kost Sport, ubicada en la ciudad de Basilea y su diseño constaba de 18 paneles de cuero amarillo con dos formas e impresión negra. Fue el primero en el campeonato con el estilo como una de voleibol —reiterado en 1958 y 1966— y teñido —del «color más visible por el ojo humano»—. Es relacionado con los húngaros Sándor Kocsis y Ferenc Puskás, así como con el alemán Helmut Rahn.